# Militärarchiv Potsdam

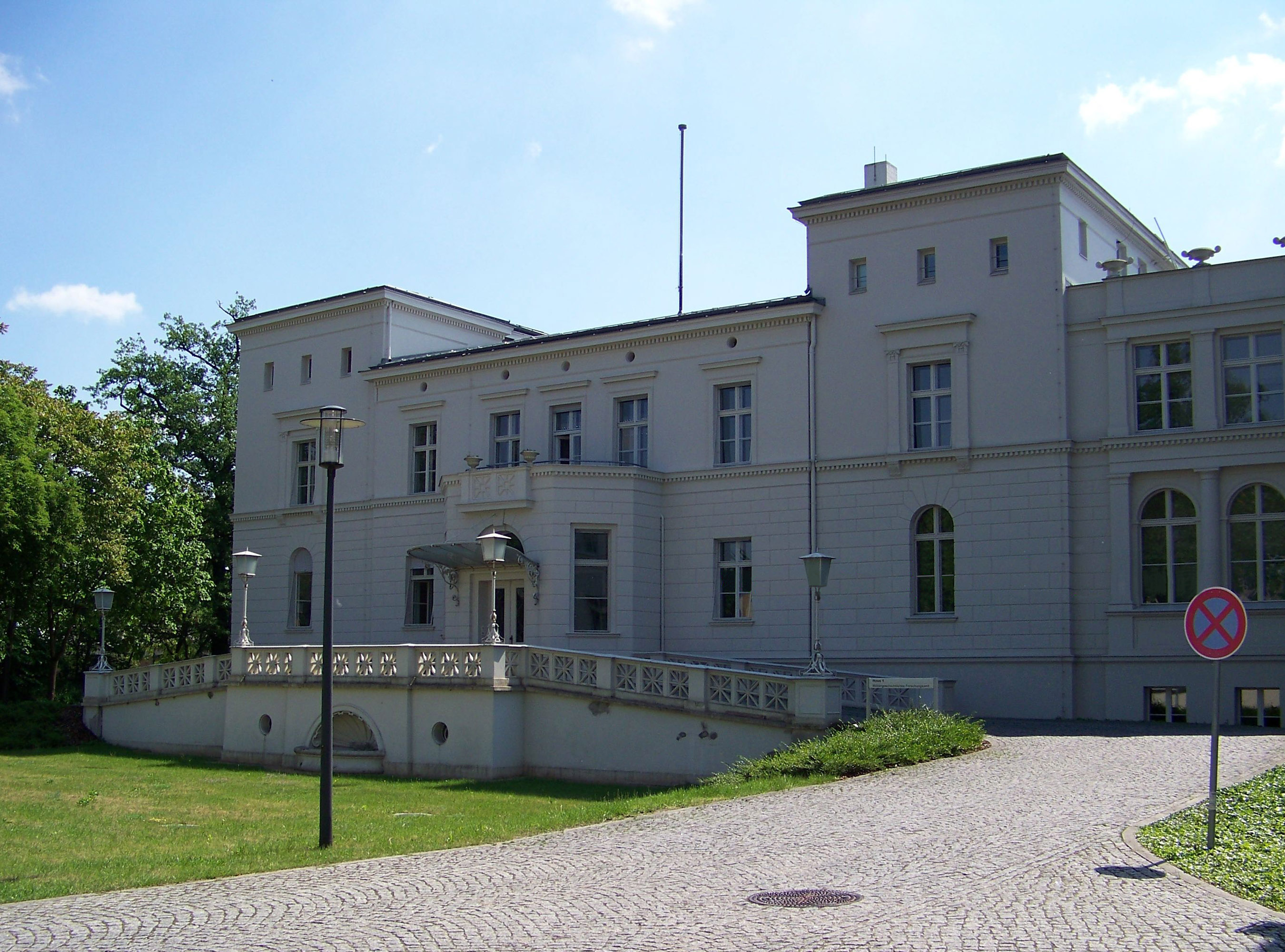
Villa Ingenheim

Das Militärarchiv Potsdam war zwischen 1958 und 1990 ein zentrales Archiv militärischer Dokumente der DDR in einem Nebengebäude der Potsdamer Villa Ingenheim.

## Beschreibung
Das Archiv ging aus dem „historischen Archiv der KVP“, das auf Befehl 126/55 des Chefs der Kasernierten Volkspolizei (KVP), Heinz Hoffmann als „Dienststelle Königstein I“ angelegt worden war, hervor. 1956 wurde dieses von der Festung Königstein nach Potsdam verlegt.
Die Reste des ehemaligen Heeresarchivs (Leiter bis 1945: Friedrich von Rabenau) wurde in der DDR zu einer Abteilung des 1958 gegründeten „Instituts für Deutsche Militärgeschichte“ zusammengefasst. 1964 wurde es zwecks Gründung einer „Deutschen Militärbibliothek“ aus dem Institut herausgelöst und dem Chef der politischen Hauptverwaltung des MdI (Ministerium des Inneren) unterstellt und hieß deshalb „Deutsches Militärarchiv“ (bis 1972). Zugleich wurde ein Verwaltungsarchiv im Ministerium für Nationale Verteidigung (MfNV) sowie weitere Archive in Kommandos und Militärbezirken der DDR begründet. 1973 wurde das wieder vereinheitlicht und sämtliche Bestände inklusive der des Ministers für Nationale Verteidigung, seines Stellvertreter und dem Chef des Hauptstabes als „Militärarchiv der Deutschen Demokratischen Republik“ zusammengefasst.
Das Archiv war kaum öffentlich bekannt. Benutzer kamen vor allem von der Militärakademie der NVA, dem Militärgeschichtlichen Institut (MGI) der DDR (heute Sitz des Militärgeschichtlichen Forschungsamtes) und den DDR-Offiziershochschulen. Nutzer aus Staaten des Warschauer Pakts bedurften einer Genehmigung durch den Chef der Verwaltung Militärwissenschaft (MfNV). Ab 1978 konnten auch westliche Besucher die Bestände aus der Zeit vor 1945 nutzen, da der neue Leiter Kuhnt Kontakte auf internationalen Archivar-Kongressen in Bonn und London herstellte. 1986 wurde zudem ein Kulturabkommen mit der Bundesrepublik Deutschland geschlossen, das die Zusammenarbeit intensivierte.

## Bestände
- Militärakten der Reichsarchivzweigstelle Dresden (Königreich Sachsen, Deutsches Reich)
- Wehrmacht
- Zentrales Archiv des Stabes der Kasernierten Volkspolizei (KVP)

Durch den Luftangriff der Royal Air Force vom 14. April 1945 war der größte Teil der preußischen Akten des Reichsarchivs Potsdam vernichtet worden – die Reste wurden später durch die sowjetische Armee geborgen, abtransportiert und lagerten bzw. lagern immer noch in russischen Archiven. Im Dezember 1988 wurde dem Militärarchiv allerdings aus den Beständen des Generalstabes der Roten Armee in Moskau am Bahnhof Wildpark ein Güterwagen Militärakten übergeben. Er enthielt neben 3413 preußischen Akten auch 24.620 Akten der Kaiserlichen Marine, der Reichsmarine und der Kriegsmarine sowie 185 lfm ausländischer Marinen und 15 m³ Marine-Konstruktionspläne, die ursprünglich zum Bestand des Marinearchivs gehörten und bis 1945 im Berliner Shell-Haus beim OKM lagerten.

## Archivleiter
Die Leiter und Stellvertreter des Militärarchivs der DDR waren Offiziere.
- Major Walter Einer (1955–1962)
- Oberst Rudolf Studanski (1962–1977)
- Kapitän zur See Manfred Kuhnt (1977–1987)
- Oberst Wolfram Schmidt (1987–1990)

Die Leiter des Militärischen Zwischenarchivs ab 1990.
- Albrecht Kästner (1990–1992)
- Jörg Fröhlich (1992–1994)
- Volker Ernst (1994–1996)

## Abwicklung
Ab Sommer 1990 und bis zur Wiedervereinigung am 3. Oktober 1990 hieß das Archiv „Militärarchiv Potsdam“. Danach gehörte es als „Militärisches Zwischenarchiv“ zum Bundesarchiv. Die Bestände wurden je nach Alter ins Bundesarchiv-Militärarchiv Freiburg (nach 1867) oder das Geheime Staatsarchiv Preußischer Kulturbesitz in Berlin (vor 1867) überführt.